# الدوران غير المركزي
التدويم أو الدوران غير المركزي في الهندسة دوران في مجموعة فرعية من التناظرات من المستوى الرياضي بحيث لا تحتوي الزمرة الجزئية كذلك على تناظر انعكاسي يمر محوره بمركز التناظر الدوراني. وفي المتنوعة المدارية [الإنجليزية] الموافقة للزمرة الجزئية، يتوافق التدويم مع نقطة دوران لا تقع على مرآة، تسمى نقطة التدويم. بعبارةٍ أخرى، التدويم هو دوران كائن حول نقطة غير مركزها.